# Aurea (geslacht)
Aurea is een geslacht van vlinders van de familie Lycaenidae.

## Soorten
- A. aurea (Hewitson, 1862)
- A. caea (Hewitson, 1863)
- A. stinga Evans, 1957
- A. trogon (Distant, 1884)